# Sleepers (televisieserie)
Sleepers is een Nederlandse misdaadserie. De serie is bedacht en ontwikkeld door Robert de Hoog en Simon de Waal voor de dienst Videoland, waar de serie op 8 december 2022 in première ging. De Hoog en De Waal hebben de serie tevens geschreven.

## Verhaallijn
De serie gaat over de corrupte Utrechtse agent Martin Oudkerk. Zijn criminele stiefvader heeft hem als 18-jarige naar de politieacademie gestuurd, om zo een handlanger binnen de politie te krijgen. Oudkerk moet als agent een weg zien te vinden tussen het politiewerk en het criminele circuit. Dat zijn vrouw Noura ook bij de politie werkt en niets van zijn praktijken afweet, maakt het voor hem extra moeilijk.

## Rolverdeling
| Acteur                                | Personage         | Rol                                             | Seizoen(en)     |
| ------------------------------------- | ----------------- | ----------------------------------------------- | --------------- |
| Robert de Hoog                        | Martin Oudkerk    | Corrupte Rechercheur, Man Noura, Vader Max      | S01e01 - heden  |
| Maryam Hassouni (S1) Sinem Kavus (S2) | Noura Oudkerk     | Inspecteur VIK, Vrouw Martin, Moeder Max        | S01e01 - heden  |
| Ravi Beeuwkes                         | Max Oudkerk       | Zoon Martin & Noura                             | S01e01 - heden  |
| Teun Kuilboer                         | Willem Keijzer    | Boezemvriend Martin, Crimineel                  | S01e01 - heden  |
| Mike Reus                             | Rob van den Broek | Rechercheur                                     | S01e02 - S01e06 |
| Hans Kesting                          | Henk van Praag    | Crimineel, Man Ans, Stiefvader Martin en Willem | S01e01 - S01e04 |
| Lineke Rijxman                        | Ans van Praag     | Crimineel, Vrouw Henk                           | S01e01 - heden  |
| Julmar Simons                         | Dwight            | Crimineel                                       | S01e01 - S02e01 |
| Chems Eddine Amar                     | Tarik Masina      | Teamleider Regio Zuid                           | S01e02 - S02e02 |
| Marieke Heebink                       | Els Everse        | Hoofdinspecteur                                 | S01e01 - heden  |
| Chris Peters                          | Frenkie Til       | Criminele Hangjongere                           | S01e02 - S01e06 |
| Ilias Chouitar                        | Hamid             | Hangjongere                                     | S01e02 - S01e04 |
| Sabri Saddik                          | Rachid Amrabat    | Rechercheur                                     | S01e02 - heden  |
| Rifka Lodeizen                        | Judith Schouten   | Rijksrechercheur                                | S01e03 - S02e05 |
| Nazmiye Oral                          | Gülshan Sur       | Officier van Justitie                           | S01e03 - heden  |
| Hans Dagelet                          | Frits van Velzen  | Bankier                                         | S01e03 - S02e02 |
| Daniella Down                         | Suzy Johnson      | Huurmoordenaar                                  | S01e01 - S02e04 |
| Gillis Biesheuvel                     | Vincent           | Rechercheur                                     | S01e02          |
| Mouad Ben-Chaib                       | Mous              | Crimineel                                       | S01e01          |
| Dilan Yurdakul                        | Diana van Lier    | Rechercheur Team C                              | S01e01 - S01e02 |
| Fahd Larhzaoui                        | Mohammed          | Collega Jan-Willem, rechercheur TCI             | S02e02 - heden  |
| Henk ten Cate                         | Jan-Willem        | Hoofd TCI                                       | S02e02 - heden  |
| Liron Levo                            | Katsav            | Crimineel uit Israël                            | S02e01 - heden  |
| Ohad Knoller                          | Moshe             | Crimineel uit Israël, handlanger van Katsav     | S02e01 - heden  |
| Marcel Zwoferink                      | Carlo             | Bodyguard en chauffeur, Ans                     | S02e01 - S02e06 |
| Gerard Spong                          | Zichzelf          | Advocaat, Ans                                   | S02e05          |

## Afleveringen
| Seizoen 1 | Seizoen 1       | Seizoen 1 |
| Afl.      | Titel           | Omschrijving |
| --------- | --------------- | --- |
| 1         | Kleine Doekoe   | Als rechercheur Martin aankomt bij een plaats delict waar een schietpartij heeft plaatsgevonden, krijgt hij de schrik van zijn leven. Een van de slachtoffers van de schietpartij is een bekende van hem. Een crimineel van de oude orde, maar ook een vaderfiguur voor Martin. Vlak na de moord neemt er iemand contact met hem op. Er moet plaats worden gemaakt voor een nieuwe criminele generatie met andere spelregels: wie niet meewerkt, krijgt een kogel.               |
| 2         | Tarik Mesina    | De politie treft een vermoorde rechercheur aan. Een speciaal team van buitenaf wordt op de zaak gezet. Als Rob en Rachid voor het eerst samen patrouilleren, rijden ze regelrecht de nachtmerrie van iedere politieagent in. Tarik ontdekt dat de vermoorde rechercheur corrupt was. Dat zet alles en iedereen op scherp. Willem probeert Martin te overtuigen om zich aan te sluiten bij de organisatie van Dwight.                                                             |
| 3         | Kroongetuige    | Martin liegt tegen zijn naasten uit zelfbescherming. Maar niet iedere leugen gaat onopgemerkt aan hen voorbij. Onder druk van Dwight blijft Willem pushen bij Martin: wat is de naam van de kroongetuige? Als Martin die naam ontdekt, komt hij erachter dat het doorgeven van de naam hem duur zal komen te staan. Hij verliest de controle en probeert angstvallig weer grip te krijgen.                                                                                       |
| 4         | De Bankier      | Noura merkt dat ze Martin steeds meer kwijt raakt en de spanningen tussen hen lopen verder op. De uitvaart van Henk vindt plaats, maar dit wordt bruut verstoord door mannen van Dwight. Rachid wordt verhoord door Judith, die hem keihard onder druk zet. Tarik schuift het verhoor van een belangrijke getuige naar Martin door. Tijdens het verhoor komt de getuige met informatie die Martins leven in gevaar kan brengen.                                                  |
| 5         | Rob Lost Het Op | Tarik en Martin gaan langs bij het adres dat Frits aan Martin overhandigde. De bewoner blijkt een bekend gezicht te zijn. Noura en Gülsah gaan de strijd met Judith aan, ieder met zijn eigen munitie en motieven. De lijst met corrupte agenten gooit olie op het vuur en Martin moet er alles aan doen om als eerste de lijst in handen te krijgen. Wanneer Martin niet op komt dagen bij een afspraak met Dwight, besluit Dwight om een duidelijke boodschap achter te laten. |
| 6         | Inferno         | Martin en Noura brengen de dag door in het ziekenhuis wachtend tot Max wakker wordt. Er vindt een golf van geweld plaats en Martin staat machteloos. Uiteindelijk ziet hij een uitweg om alle sporen die naar hem leiden uit te wissen. Willem en Martin gaan op zoek naar Dwight om de rekening te vereffenen. Tarik doet een ontdekking die het dubbelleven van Martin voorgoed kan kapot maken.                                                                               |

| Seizoen 2 | Seizoen 2                     | Seizoen 2 |
| Afl.      | Titel                         | Omschrijving |
| --------- | ----------------------------- | --- |
| 1         | Hans Kazan                    | Als Martin geconfronteerd wordt door Noura met zijn dubbelleven, heeft dat drastische gevolgen voor zijn gezin. Zeker nadat er een liquidatie plaatsvindt die alles overhoop zal gooien. |
| 2         | Logeerpartijtje               | Martin moet noodgedwongen bij Willem wonen nadat hij door Noura het huis is uitgezet. Hij probeert alles op alles te zetten haar vertrouwen terug te winnen, maar als Tarik en Judith Martin dreigen te gaan ontmaskeren, lijkt het net zich voorgoed rondom Martin te sluiten.                              |
| 3         | Tiefus Kaak                   | Ans wordt steeds meer onder druk gezet door de Israëli's. Wanneer Alex een dodelijke beslissing neemt, zal Ans een beslissing moeten nemen die alles voorgoed zal gaan veranderen. Ze vraag het uiterste van Martin en Willem, maar of ze mee gaan in de plannen van Ans is nog maar de vraag.               |
| 4         | Apocalyps                     | Het plan van Ans staat op het punt het hele land op zijn kop te zetten en de boeken in te gaan als een van de meest bloedige dagen in de Nederlandse geschiedenis. |
| 5         | Taskforce                     | Na de aanslag is Nederland lamgeslagen en probeert Martin zijn hoofd boven water te houden. Wanneer Willem is verdwenen, raakt hij in paniek en maakt hij een beslissing die hem duur kan komen te staan. |
| 6         | Slang                         | Martin en Noura moeten de telefoon van Willem zien te vinden en besluiten Rachid daarvoor te gebruiken, niet wetende dat hij voor de TCI werkt. Als ze Willem proberen te overtuigen van het feit dat Ans moet verdwijnen, slaat de vlam in de pan.                                                          |
| 7         | Door Je Neus In En Je Bek Uit | Dankzij een nieuwe medestander vinden Martin en Willem het geld van Frits. Maar daarmee zijn de problemen niet opgelost. Als Els erachter komt dat Suzy is mishandeld in de gevangenis, moet Martin alles op alles zetten niet ontdekt te worden.                                                            |
| 8         | Last Kiss Goodbye             | Ans is in alle staten als ze achter het verraad van Martin en Willem komt en zweert wraak. Heeft het laatste uur voor Martin geslagen? Uit het niets krijgt hij hulp uit onverwachte hoek, maar op het moment dat hij weer de controle denkt te hebben, maakt Willem de slechtste beslissing van zijn leven. |